# فرایت وان
فرایت وان (روسی: Первая грузовая компания) شرکت ترابری ریلی روس است، که در سال ۲۰۱۰ تأسیس شد.